# ЛАСТИК

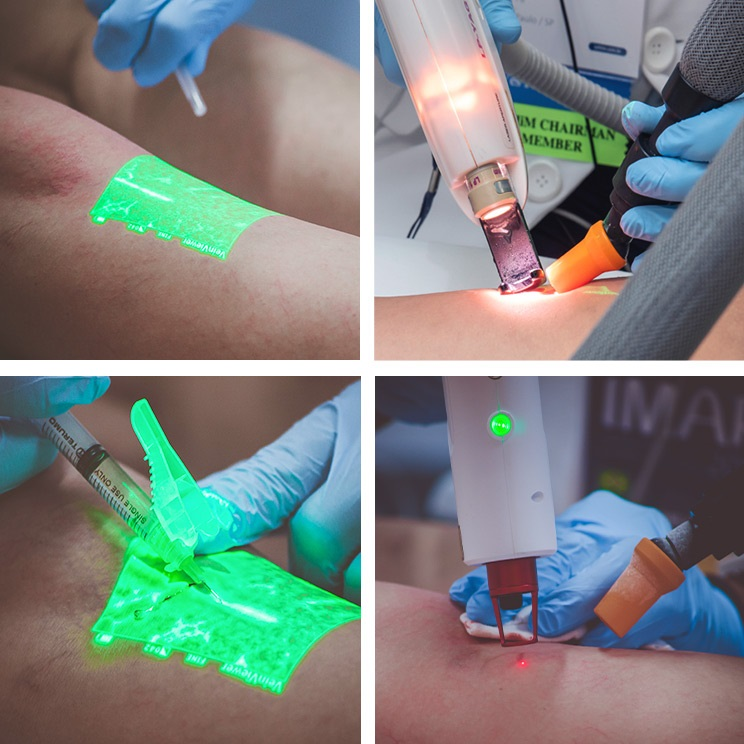

ЛАСТИК (акроним ЛАзерная СклероТерапия И Криообезболивание от англ. CLaCS — Cryo-Laser and Cryo-Sclerotherapy) — это лечение поражённых вен путём сочетания трансдермального лазерного воздействия и инъекционной склеротерапии при охлаждении кожи (крио — обдув кожи холодным воздухом при −20 ° C), в разновидностях этой методики используется охлаждение путём прикладывания льда или местная анестезия. Лазер вызывает селективный фототермолиз, повреждая стенку вены. Просвет вены сужается. Во время второй процедуры вводят склерозирующий агент в то место, где вена всё ещё открыта. Эта комбинация позволяет лечить вены, которые можно лечить с помощью флебоэктомии или пенной склеротерапии, которые являются более инвазивными вариантами лечения. Чтобы улучшить результаты, ЛАСТИК может проводиться с использованием дополненной реальностью (например, совместно с инфракрасным датчиком вен).
Метод был разработан бразильским флебологом доктором Касуо Миякэ из Сан-Паулу в 2002 году для работы с пациентами, лечение которых не требовало госпитализации.